# NGC 5263
NGC 5263 est une galaxie spirale située dans la constellation des Chiens de chasse. Sa vitesse par rapport au fond diffus cosmologique est de 5 070 ± 17 km/s, ce qui correspond à une distance de Hubble de 74,8 ± 5,2 Mpc (∼244 millions d'al). NGC 5263 a été découverte par l'astronome germano-britannique William Herschel en 1785.
NGC 5263 présente une large raie HI et c'est une galaxie du champ, c'est-à-dire qu'elle n'appartient pas à un amas ou un groupe et qu'elle est donc gravitationnellement isolée.
À ce jour, cinq mesures non basées sur le décalage vers le rouge (redshift) donnent une distance de 54,280 ± 9,046 Mpc (∼177 millions d'al), ce qui est à l'extérieur des valeurs de la distance de Hubble. Notons que c'est avec la valeur moyenne des mesures indépendantes, lorsqu'elles existent, que la base de données NASA/IPAC calcule le diamètre d'une galaxie et qu'en conséquence le diamètre de NGC 5263 pourrait être d'environ 35,3 kpc (∼115 000 al) si on utilisait la distance de Hubble pour le calculer.